# Hartmann van Brixen
Hartmann van Brixen (circa 1090/1091 - 23 december 1164) was van 1140 tot aan zijn dood bisschop van Brixen. Hij werd zalig verklaard door de rooms-katholieke kerk.

## Levensloop
Hartmann werd geboren in de omgeving van Passau en was afkomstig uit een welvarende, maar niet-adellijke familie. Zijn ouders stuurden hem naar het Sint-Nicolaasklooster in Passau, waar hij onderwezen werd door reguliere Augustijnerkanunniken. Het strenge kloosterleven moet Hartmann bevallen zijn, aangezien hij intrad bij de kanunniken en tot priester werd gewijd.
In het jaar 1023 werd hij door de Salzburgse aartsbisschop Koenraad I van Abenberg naar Salzburg gehaald, nadat diens poging om een hervorming omtrent de kanunniken door te zetten op sterke weerstand was gestuit en hij zelfs korte tijd uit Salzburg werd verbannen. De opstandige seculiere kanunniken hadden keizer Hendrik V aan hun zijde. Na zijn terugkeer slaagde Koenraad er evenwel in om de Augustijnenregel en drie ordegeloftes in te voeren. De opdracht van Hartmann was om het beleid van Koenraad in de hoedanigheid van domdeken te ondersteunen. 
Hartmann hield zich kennelijk op de achtergrond in Salzburg, want rond 1131 werd hij proost van het klooster van Herrenchiemsee. Hij zou daar drie jaar blijven en speelde een belangrijke rol in de ontwikkeling van het klooster, tot hij in 1134 volgens de wens van markgraaf Leopold III van Oostenrijk naar het Stift Klosterneuburg werd gestuurd. Dit door Leopold III gestichte klooster werd ook geleid door seculiere kanunniken. Dat de markgraaf na de dood van de eerste proost zijn veertienjarige zoon als opvolger installeerde, moet zo nefast voor de discipline in het klooster geweest zijn, dat Leopold III zich voor advies tot de aartsbisschop van Salzburg wendde. Dit leidde ertoe dat Hartmann tot proost werd benoemd. Hij liet het klooster bevolken door Augustijnerkanunniken en kon er op die manier voor zorgen dat Klosterneuburg in 1134 onder pauselijke bescherming werd geplaatst. In 1137 verkreeg Hartmann een bevestigings- en beschermingsbrief van de paus.
Hartmann werd in 1140 als bisschop naar het prinsbisdom Brixen geroepen, vermoedelijk op voorspraak van aartsbisschop Koenraad I van Salzburg. De Investituurstrijd tussen de paus en de keizer van het Heilige Roomse Rijk had zijn sporen nagelaten in het prinsbisdom en had het aanzien van Brixen sterk beschadigd. Onder zijn voorganger Reginbert werden de ergste wantoestanden geëlimineerd, maar toch bevond Brixen zich bij Hartmanns aantreden in 1140 nog steeds in slechte toestand. Het doel van Hartmann was om het domkapittel van Brixen te hervormen, want ook hier liep het mis met de discipline. Allereerst probeerde hij dit te bereiken door gebruik te maken van zijn voorbeeldfunctie. Hij droeg dagelijks de mis op, leidde een strenge levenswandel, deed aanzelfgeseling en droeg onder zijn eenvoudige gewaad een boetegordel. Ook was hij een groot Mariavereerder en promootte hij bedevaarten naar het klooster van Georgenberg.
Op 16 september 1164, drie maanden voor zijn dood, wijdde Hartmann nog de Romaanse kerk van Seckau in. Hij stierf op 23 december van dat jaar en werd al snel na zijn dood als zalige vereerd, in de 15e eeuw werd hij zelfs als heilige gepresenteerd. In 1784 werd hij door paus Pius VI officieel zalig verklaard.
- Gemeinsame Normdatei: 129075442
- International Standard Name Identifier: 0000 0000 7821 9775
- Nationale Bibliotheek van Tsjechië: jo2015884542
- Virtual International Authority File: 89784511
- WorldCat: E39PBJfmqjycv8cmqYgvj6v4MP